# Cryptotis meridensis
Cryptotis meridensis es una especie de musaraña de la familia soricidae.

## Distribución geográfica
Es Endémica de Venezuela.